# Бора Милутинович
Велибор «Бора» Милутинович (серб. Велибор Бора Милутиновић, нар. 7 вересня 1944, Баїна-Башта) — югославський футболіст сербського походження. Грав у півзахисті. По завершенні ігрової кар'єри — відомий футбольний тренер.
Очолював п'ять національних збірних на чемпіонатах світу з футболу.

## Ігрова кар'єра

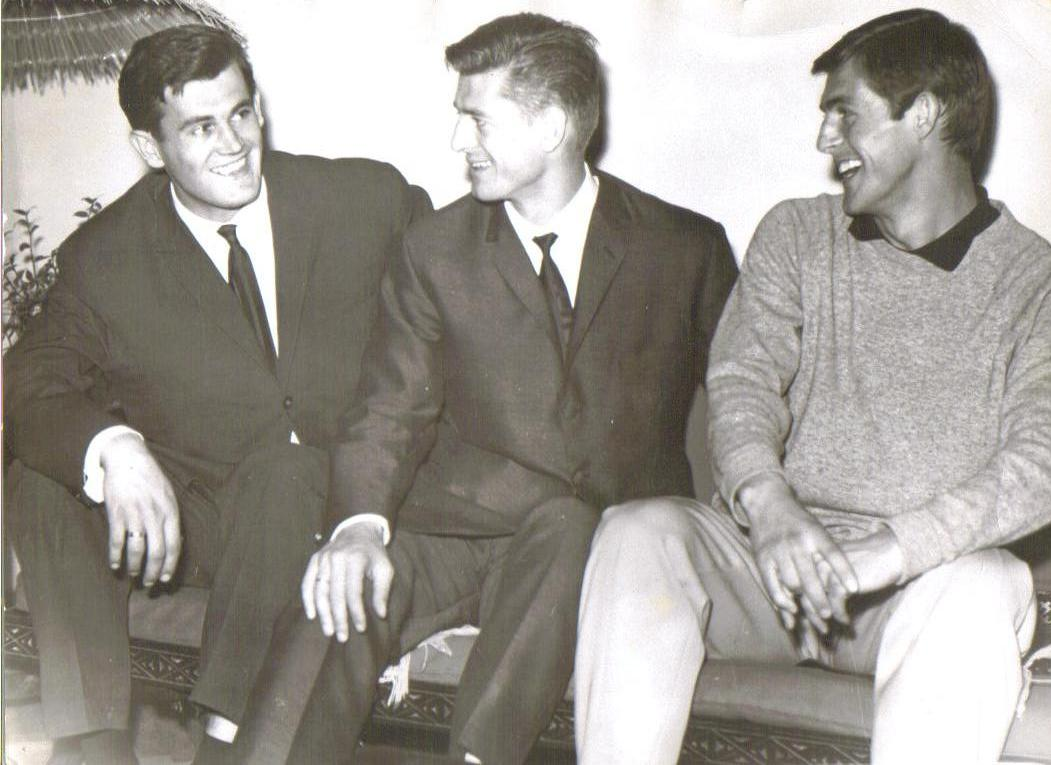
Брати Милутиновичі: Милорад, Милош та Бора

На батьківщині грав за «Бор», ОФК (Белград) та «Партизан». Його старші брати Милош та Милорад захищали кольори «Партизана», у складі національної збірної брали участь на чемпіонатах світу.
Протягом 1966—1967 років грав за швейцарський клуб «Вінтертур». У цьому ж році уклав контракт з клубом «Монако». У складі монегасків провів наступні два роки своєї кар'єри гравця, більшість часу був основним гравцем команди. Два роки грав у клубі «Ніцца». У складі цієї команди виграв суперкубок Франції. Європейську частину своєї футбольної кар'єри закінчив у команді другого дивізіону — «Руані».
1972 року перейшов до клубу «УНАМ Пумас», за який відіграв 4 сезони. Вніс вагомий внесок у здобуття перших трофеїв в історії клубу: національного кубка та суперкубка 1975 року. У цій команді і завершив професійну кар'єру футболіста.

## Кар'єра тренера
Розпочав тренерську кар'єру невдовзі по завершенні кар'єри гравця, 1977 року, очоливши тренерський штаб клубу «УНАМ Пумас».
Надалі займав посаду головного тренера національних збірних Мексики, Коста-Рики, США, Нігерії, Китаю, Гондураса, Ямайки та Іраку.
На клубному рівні очолював, але без особливих успіхів, аргентинський «Сан-Лоренсо», італійський «Удінезе», американський «Нью-Йорк Метростарс» та катарський «Аль-Садд».
Останнім місцем тренерської роботи була олімпійська збірна Іраку, яку Бора Милутинович очолив в 2010 році.
На посаді головного тренера національних збірних Бора Милутинович провів найбільше матчів у світовому футболі (287). Єдиний тренер, що очолював збірні п'яти різних країн на чемпіонатах світу. Перші чотири рази його команди виходили до другого етапу фінальної частини чемпіонату світу з футболу.

## Титули і досягнення

### Футболіст
- Володар суперкубка Франції (1): 1970
- Переможець Середземноморських ігор: 1971
- Володар кубка Мексики (1): 1975
- Володар суперкубка Мексики (1): 1975

### Тренер
- Володар Золотого кубка КОНКАКАФ (2): 1991, 1996
- Срібний призер Золотого кубка КОНКАКАФ: 1993
- Володар кубка чемпіонів КОНКАКАФ (1): 1980
- Володар міжамериканського кубка (1): 1981
- Чемпіон Мексики (1): 1981
- Бронзовий призер Кубка Америки: 1997

## Статистика
Статистика виступів національних збірних, які очолював Бора Милутинович:
| Збірна     | Роки                 | ЧС   | І   | В   | Н  | П  | РМ      |
| ---------- | -------------------- | ---- | --- | --- | -- | -- | ------- |
| Мексика    | 1983–1986, 1995–1997 | 1986 | 104 | 52  | 32 | 20 | 172:101 |
| Коста-Рика | 1990                 | 1990 | 9   | 3   | 0  | 6  | 7:13    |
| США        | 1991–1995            | 1994 | 96  | 30  | 31 | 35 | 116:110 |
| Нігерія    | 1997–1998            | 1998 | 11  | 3   | 2  | 6  | 10:22   |
| Китай      | 2000–2002            | 2002 | 46  | 20  | 11 | 15 | 75:50   |
| Гондурас   | 2003–2004            | —    | 10  | 2   | 4  | 4  | 12:14   |
| Ямайка     | 2006–2007            | —    | 7   | 1   | 1  | 5  | 5:17    |
| Ірак       | 2009                 | —    | 4   | 0   | 3  | 1  | 1:2     |
| Всього     | 1983—2009            | —    | 287 | 111 | 84 | 92 | 348:329 |